# Sanatoriul timpului (film)
Sanatoriul timpului sau Sanatoriul sub clepsidră (în poloneză Sanatorium pod klepsydrą) este un film polonez din 1973 regizat de Wojciech Jerzy Has, cu Jan Nowicki, Tadeusz Kondrat, Mieczysław Voit, Halina Kowalska și Gustaw Holoubek în rolurile principale. Este cunoscut ca The Hourglass Sanatorium sau The Sandglass în țările de limbă engleză. Povestea urmărește un tânăr evreu care își vizitează tatăl într-un sanatoriu mistic unde timpul nu se comportă normal. Filmul este o adaptare a colecției de povestiri a lui Bruno Schulz, Sanatoriul timpului (Manechinele). A câștigat Premiul Juriului la Festivalul Internațional de Film de la Cannes din 1973.

## Intrigă
Joseph sau Iosif (Jan Nowicki) călătorește printr-o lume asemănătoare viselor, luând un tren dărăpănat pentru a-l vizita pe tatăl său muribund, Iacob, aflat într-un sanatoriu. Când ajunge la sanatoriu, își dă seama că întreaga clădire se va strica și nimeni nu pare să fie responsabil și nimeni nu are grijă de pacienții internați. Timpul pare să se comporte în moduri imprevizibile, reanimând trecutul într-un capriciu artificial elaborat. 
Cu toate că Iosif este întotdeauna arătat ca adult, comportamentul său și oamenii din jur îl înfățișează adesea ca un copil. Se împrietenește cu Rudolf, un tânăr care are un album de timbre poștale. Numele timbrelor trezesc o serie de asocieri și de aventuri în Iosif. Printre numeroasele întâmplări din această puternică fantasmagorie vizuală este și episodul cu Iosif care își retrăiește copilăria lângă tatăl său excentric și sălbatic (care trăiește cu păsările într-o mansardă), apoi este arestat de o unitate misterioasă de soldați pentru că a avut un vis care a fost criticat sever în înalta societate, reflectând la o fată cu care a fantasizat în copilărie și a condus un grup de manechine istorice din ceară. De-a lungul ciudatei sale călătorii, un conductor de tren, orb și de rău augur, reapare ca o figură a morții. 
În film apar și o serie de reflecții despre Holocaust care nu apar în textele originale, reflecții bazate pe lectura prozei lui Schulz prin prisma morții autorului în timpul celui de-al Doilea Război Mondial și dispariția lumii pe care acesta a descris-o.

## Distribuție
- Jan Nowicki ca Józef
- Tadeusz Kondrat ca Jakub, tatăl lui Józef
- Irena Orska ca mamă a lui Józef
- Halina Kowalska ca Adela
- Gustaw Holoubek ca Dr. Gotard
- Mieczysław Voit - conductor de tren
- Bożena Adamek ca Bianka
- Ludwik Benoit ca Szloma
- Henryk Boukołowski ca pompier
- Seweryn Dalecki ca Teodor funcționarul
- Jerzy Przybylski ca domnul de V.
- Julian Jabczyński ca demnitar
- Wiktor Sadecki ca demnitar
- Janina Sokołowska ca asistentă
- Wojciech Standełło ca evreu
- Tadeusz Schmidt ca ofițer
- Szymon Szurmiej ca evreu recitând versuri false din Eccleziast
- Paweł Unrug ca ornitolog
- Filip Zylber ca Rudolf
- Jerzy Trela ca măscărici

## Producție
Sanatoriul timpului nu este doar o adaptare a romanului Sanatorium Pod Klepsydrą, ci include și secvențe din alte lucrări ale lui Bruno Schulz. În ceea ce privește posibilitatea unei adaptări cinematografice a unei cărți scrise de Schulz, regizorul Wojciech Jerzy Has a spus: „Proza poetică a lui Schulz a fost lectura tinereții mele timpurii. Mi-a influențat filmele. Acesta este motivul pentru care realizarea [filmului] Sanatoriul timpului, a fost o necesitate pentru mine. Scopul meu nu a fost să realizez o adaptare literală a operei, ci mai degrabă să lucrez cu ceea ce numim poetica operei: lumea sa unică, izolată, atmosfera, culorile și formele sale." Perioada în care are loc filmul este un amestec de elemente ale sfârșitului de secol în Galiția, unde Schulz a crescut, cu propriile amintiri după cel de-al doilea război mondial din această regiune. Filmul a fost produs de Zespół Filmowy „Silesia”. Filmările principale au avut loc la studiourile Wytwórnia Filmów Fabularnych din Łódź.

## Lansare
În ciuda faptului că este o producție majoră, filmul finalizat a fost întâmpinat cu reticență de autoritățile culturale poloneze. Nu numai că sanatoriul prăbușit în ruine a fost interpretat ca o paralelă cu starea precară a multor instituții din Polonia contemporană; dar regizorul a ales să sublinieze și aspectele evreiești ale materialului sursă, totul la scurt timp după ce guvernul a lansat o campanie antisemită în 1968, lucru care a făcut ca aproximativ 30.000 de evrei polonezi să părăsească țara. Autoritățile au interzis ca filmul să participe la Festivalul Internațional de Film de la Cannes din 1973, dar regizorul a reușit să treacă ilegal o copie în străinătate, astfel încât filmul să poată fi proiectat la festival. Juriul de la Cannes, condus de actrița Ingrid Bergman, a onorat filmul cu Premiul Juriului. Premiera în Polonia a avut loc la 11 decembrie 1973. Filmul face parte din cele 21 de filme clasice poloneze restaurate digital, selectate pentru Martin Scorsese Presents: Masterpieces of Polish Cinema (Martin Scorsese Prezintă: Capodopere ale cinematografului polonez) și a fost lansat pe blu-ray într-o ediție specială de Milestone Cinema.

## Recepție
Când filmul a fost lansat în Polonia, a avut parte de recenzii mixte din partea criticilor și a fost apreciat negativ mai ales de criticii literari. Artur Sandauer a menționat că lucrarea scrisă a fost un material excelent pentru acest film, cu toate acestea, el a respins cu tărie adaptarea lui Has întrucât, în opinia sa, a schimbat povestea lui Schulz „de la dimensiuni cosmice” la un „folclor grotesc”. Jerzy Jastrzębski a susținut că filmul lui Has evocă „un sentiment clar de insuficiență”. Filmul a fost revizuit pozitiv de Konrad Eberhard și Adam Garbicz, care au susținut că nu a fost intenția regizorului de a adapta proza lui Schulz într-o manieră literală, ci mai degrabă să surprindă climatul său escatologic.
În Franța, filmul a fost primit foarte pozitiv de către critici de film precum François Mourin. Acesta, într-un articol pentru L'Humanité, a lăudat filmul pentru costume, decoruri, recuzită, cinematografie, precum și pentru interpretarea actorilor. Jacques Siclier, în Le Monde a declarat că spectatorul care urmărește filmul trăiește „un șoc emoțional și uluitor”. Richard Bégin a afirmat că „atmosfera permeabilă a filmul evocă o senzație de efemeritatea și  moarte” generată de filmările predominante ale ruinelor.
Filmul a fost bine primit și în Marea Britanie și Statele Unite ale Americii. Phelim O'Neill de la The Guardian a considerat filmul lui Has drept „un alt clasic psihedelic”, în timp ce Michael Wilmington de la Chicago Tribune a dat filmului 3,5 stele dintr-un total de 4 comentând despre splendida și suprarealista adaptare a operei literare a lui Schulz.
În sondajul din 2015 realizat de Muzeul Polonez al Cinematografiei din Łódź, Sanatoriul timpului a fost considerat al cincilea cel mai mare film polonez din toate timpurile.
Se consideră că formează o trilogie împreună cu filmele Manuscrisul găsit la Saragosa (1965) și Călătoria uimitoare a lui Balthazar Kober (Niezwykła podróż Balthazara Kobera, 1988), toate realizate într-un stil picaresc, extravagant.